# 赫爾瓦喬里市鎮

41°35′08″N 41°40′08″E / 41.58556°N 41.66889°E
赫爾瓦喬里市鎮，是格魯吉亞西南部阿扎尔自治共和国的市鎮，行政中心为赫爾瓦喬里。市镇面積为413平方公里，2014年人口数量为51,189人，人口密度每平方公里120人。